# Thành Triệu
Thành Triệu là một xã thuộc huyện Châu Thành, tỉnh Bến Tre, Việt Nam.

## Địa lý
Xã Thành Triệu có vị trí địa lý:
- Phía đông giáp xã Tường Đa
- Phía tây giáp xã Quới Thành
- Phía nam giáp thị trấn Tiên Thủy
- Phía bắc giáp xã Phú Túc ranh giới là sông Ba Lai.

Xã Thành Triệu có diện tích 8,93 km², dân số năm 2020 là 6.305 người, mật độ dân số đạt 706 người/km².

## Hành chính
Xã Thành Triệu được chia thành 5 ấp: Chợ, Phước Hòa, Phước Lễ, Phước Thạnh 1, Phước Thạnh 2.